# Административно-территориальное деление Азербайджанской ССР
Административно-территориальное деление Азербайджанской ССР охватывает период административного деления территории нынешней Азербайджанской Республики в 1920—1991 годах.

## История

### Предыстория
В 1918 году новая Азербайджанская Демократическая Республика была разделена на Бакинский, Гянджинский (Елизаветпольский) и Загатальский округа. В составе Гянджинской (Елизаветпольской) губернии наряду с Арешским, Гянджинским, Казахским, Шекинским (Нухинским) уездами было временно создано Карабахское генерал-губернаторство, в состав которого вошли Шушинский, Джеванширский, Зангезурский. Гарьягинский, а позже и Джебраильский уезды. В Бакинскую губернию входили Геокчайский, Джавадский, Кубинский, Ленкоранский, Шамахинский уезды. В состав Закатальского округа вошли Джарский, Балакенский, Алиабадский, Мухахский, Алмалынский, Кахский участки. Позже от Казахского уезда отделился Товузский уезд, также был образован Губадлинский уезд, а от Гянджинского уезда отделился Шамхорский (Шамкирский) уезд.

### 1920—1930-е годы
После установления советской власти на территории Азербайджана были ликвидированы Бакинская и Гянджинская губернии. Закатальский округ был преобразован в Закатальский уезд, Арешский уезд был переименован в Агдашский, а Джавадский в Сальянский.
В 1921 году на территории Азербайджана было 17 уездов (Агдашский, Бакинский, Геокчайский, Гянджинский, Джебраильско-Гарьягинский, Товузский, Казахский, Закатальский, Кубинский, Ленкоранский, Шекинский (Нухинский), Сальянский, Шушинский, Шамахинский, Шамхорский (Шамкирский), Кубатлинский, Зангезурский). В 1922 году в Нахичеванской области были созданы Шарур-Даралаязский и Нахичеванский уезды (были упразднены в 1923 году), а на территории Зангезурского уезда были созданы Кубатлинский, Джеванширский и Шамхорский (Шамкирский) уезды.
В 1923 году были упразднены Джеванширский, Кубатлинский, Шушинский и Товузский уезды, была образована Нагорно-Карабахская автономная область, в состав которой вошли Агдамский и Курдистанский уезды.
В результате в 1924 году административно-территориальное деление было следующим:
- 15 уездов
  - Агдамский, Агдашский (упразднен в 1926 году), Бакинский, Гянджинский (Елизаветпольский)), Геокчайский, Джебраильский, Закатальский, Казахский, Курдистанский, Кубинский, Ленкоранский, Нухинский (Шекинский), Сальянский, Шамхорский (Шамкирский) (упразднен в 1926 году), Шамахинский,
- Нахичеванская автономная область (9 февраля 1924 года была преобразована в Нахичеванскую Автономную Республику),
- Нагорно-Карабахская автономная область.

8 апреля 1929 года были образованы Бакинский, Кубинский, Ленкоранский, Ширванский, Гянджинский, Карабахский, Закатальско-Нухинский, Муганский округа. 25 января 1930 года были восстановлены Закатальский и Нухинский округа, был образован Курдистанский округ (отделен от Карабахского округа).

### После 1930-х гг.
30 августа 1930 года территория Азербайджанской ССР была разделена на 63 района. В феврале 1931 года число районов снизилось до 47 (некоторые были упразднены, другие созданы).
Согласно Конституции Азербайджанской ССР 1937 года территория была разделена на 50 районов. Установлены 8 городов республиканского подчинения: Али-Байрамлы, Баку, Евлах, Кировобад, Мингечаур, Нафталан, Сумгаит, Шеки.
В июле 1938 года некоторые районы были переименованы.
3 апреля 1952 года были образованы Бакинская и Гянджинская области в рамках попытки введения областного деления на территории Азербайджанской ССР. 23 апреля 1953 года области были ликвидированы, и было возвращено районное деление.
Конституцией Азербайджанской ССР 1978 года было подтверждено существующее административно-территориальное деление.
18 мая 1990 года были образованы Агстафинский, Гобустанский, Хызынский, Гаджигабульский, Самухский, Сиязаньский районы.